# Moros (kommunhuvudort)
Moros är en kommunhuvudort i Spanien.   Den ligger i provinsen Provincia de Zaragoza och regionen Aragonien, i den nordöstra delen av landet, 190 km nordost om huvudstaden Madrid. Moros ligger 704 meter över havet och antalet invånare är 525.
Terrängen runt Moros är huvudsakligen kuperad, men åt nordost är den platt. Runt Moros är det ganska glesbefolkat, med 42 invånare per kvadratkilometer. Närmaste större samhälle är Calatayud, 16,2 km öster om Moros. Omgivningarna runt Moros är i huvudsak ett öppet busklandskap.